# Adelia
Adelia es un género de plantas con flores con 10 especies perteneciente a la familia Euphorbiaceae, dentro de la subfamilia Acalyphoideae.

## Taxonomía
El género fue descrito por Carlos Linneo y publicado en Systema Naturae, Editio Decima 2: 1285, 1298. 1759. La especie tipo es: Adelia ricinella L.
Etimología
Adelia: nombre genérico qu deriva de las palabras griegas α [a], que significa ‘no’, y δήλος [delos], que significa ‘visible’. Se refiere a las dificultades experimentadas por Linnaeus en la interpretación del género.

## Especies aceptadas
A continuación se brinda un listado de las especies del género Adelia aceptadas hasta octubre de 2012, ordenadas alfabéticamente. Para cada una se indica el nombre binomial seguido del autor, abreviado según las convenciones y usos.
- Adelia barbinervis Cham. & Schltdl.
- Adelia bernardia
- Adelia brandegeei V.W.Steinm.
- Adelia cinerea (Wiggins & Robbins) A.Cerv., V.W.Steinm. & Flores-Olvera
- Adelia membranifolia (Müll.Arg.) Chodat & Hassl.
- Adelia oaxacana (Müll.Arg.) Hemsl.
- Adelia obovata Wiggins & Robbins
- Adelia resinosa
- Adelia ricinella L.
- Adelia triloba (Müll.Arg.) Hemsl.
- Adelia vaseyi (Coult.) Pax & K.Hoffmann[5][6][7]